# Макијаверде (Пиза)
Макијаверде је насеље у Италији у округу Пиза, региону Тоскана.
Према процени из 2011. у насељу је живело 10 становника. Насеље се налази на надморској висини од 41 м.